# Hedens övningsfält
Hedens övningsfält är ett militärt övningsfält som är beläget cirka 7 km väster om Boden.

## Historik
Hedens övningsfält består till stora delar av Hedens flygbas, vilken ursprungligen var satellitflygbas till Norrbottens flygflottilj (F 21). I samband med att flygflottiljen ombeväpnades till flygplanet Viggen, överfördes flygbasen till armén som övertog flygbasen som ett övningsfält till de ingående förbanden i Boden garnison. Sedan 2000 förvaltas övningsfältet av Norrbottens regemente.

## Geografi
Övningsfältet omfattar drygt 240 hektar, som är fördelat på den befintliga rullbanan, men även öppen terräng, löv- och granskog.

## Verksamhet
Hedens övningsfält användas av utbildning samtliga förband i Bodens garnison.